# Unterwart
Unterwart è un comune austriaco di 920 abitanti nel distretto di Oberwart, in Burgenland. Abitato anche da ungheresi del Burgenland, è un comune bilingue; il suo nome in ungherese è Alsóőr.